# Richardson Island, British Columbia
Richardson Island är en ö i Kanada.   Den ligger i North Coast Regional District och provinsen British Columbia, i den sydvästra delen av landet, 4 100 km väster om huvudstaden Ottawa. Arean är 9,6 kvadratkilometer.
Terrängen på Richardson Island är lite kuperad. Öns högsta punkt är 516 meter över havet. Den sträcker sig 5,7 kilometer i nord-sydlig riktning, och 3,4 kilometer i öst-västlig riktning.
I omgivningarna runt Richardson Island växer i huvudsak barrskog. Trakten runt Richardson Island är nära nog obefolkad, med mindre än två invånare per kvadratkilometer.  Klimatet i området är tempererat. Årsmedeltemperaturen i trakten är 4 °C. Den varmaste månaden är augusti, då medeltemperaturen är 12 °C, och den kallaste är december, med −2 °C.